# Prynowo (stacja kolejowa)
Prynowo – zlikwidowana stacja kolejowa w Prynowie, w gminie Węgorzewo, w powiecie węgorzewskim w województwie warmińsko-mazurskim, w Polsce. Położona przy dwóch liniach kolejowych: linii kolejowej z Żeleznodorożnego do Węgorzewa otwartej w 1898 roku i linii kolejowej z Gołdapi do Węgorzewa otwartej w 1914 roku W 1945 roku obydwie linie zostały zamknięte i rozebrane.